# Кимаярви
Ки́мая́рви (фин. Kiimajärvi) — озеро на территории Лоймольского сельского поселения Суоярвского района Республики Карелия.

## Общие сведения
Площадь озера — 0,6 км², площадь бассейна — 7,4 км². Располагается на высоте 89,0 метров над уровнем моря.
Форма озера лопастная, слегка вытянутая с северо-запада на юго-восток. Берега каменисто-песчаные, отчасти заболоченные. Озеро условно разделено на две практически равные части полуостровами, между которыми имеет место пролив шириной около 200 м. 
В северо-западной оконечности через пролив Воролансалми (фин. Vorolansalmi) озеро соединяется с озером Валкамаярви. Там же находится единственный безымянный остров на озере.
Из юго-восточной оконечности озера вытекает короткий ручей, впадающий в озеро Варпаярви, из которого вытекает ручей Варпаоя (фин. Varpaoja), который, втекая в озеро Плотина-Мустаярви (фин. Plotina-Mustajärvi), вытекает из него уже под названием Салмиламменоя (фин. Salmilammenoja).  Затем, протекая через озеро Салмилампи (фин. Salmilampi), вытекает из него снова под названием Варпаоя (фин. Varpaoja). Затем, протекая через озёра Сууриярви (фин. Suurijärvi), Воккалампи (фин. Bokkalampi), Ломалампи (фин. Lomulampi (Lomalampi)) и Маткалампи (фин. Matkalampi), ручей Варпаоя втекает в реку Хейняйоки (озеро Вируккалампи (фин. Viirukkalampi)), которая уже впадает в озеро Сюскюярви. 
Населённые пункты близ озера отсутствуют. Ближайшие — посёлки Кясняселькя и Райконкоски — расположены от озера, соответственно,  в 19 км к юго-востоку и в 20 км к северо-западу.
Код водного объекта в государственном водном реестре — 01040300211102000013605.
Название озера переводится с финского языка как «гон-озеро».